# Słubice
|  | Aquest article tracta sobre al municipi polonès del voivodat de Lubusz. Si cerqueu el municipi polonès del voivodat de Masòvia, vegeu «Słubice (Masòvia)». |

Słubice és una ciutat fronterera amb 18.148 habitants (2011) que pertany a Polònia, al voivodat de Lubusz. Està ubicada al costat polonès de la frontera amb Alemanya, a la riba del riu Oder oposada a la ciutat de Frankfurt de l'Oder. Anteriorment pertanyia al voivodat de Gorzów (1975–1998). Aquesta ciutat és la capital del comtat de Słubice i la seu administrativa de la comuna de Słubice.

## Història
El seu nom actual és la versió restaurada en polonès de Zliwice (Zliwitz en alemany), un assentament eslau occidental a l'est de Brandendamm mencionat el 1253. La casa d'Ascània va comprar la Terra Lubusz al duc de Silèsia l'any 1248.
Słubice va formar part de la ciutat de Frankfurt de l'Oder fins al 1945, amb el nom de Dammvorstadt. Les dues ciutats comparteixen diverses activitats. Słubice va ser el lloc on es va rodar la pel·lícula del 2003 Distant Lights i algunes escenes de la de 2002, Grill Point.

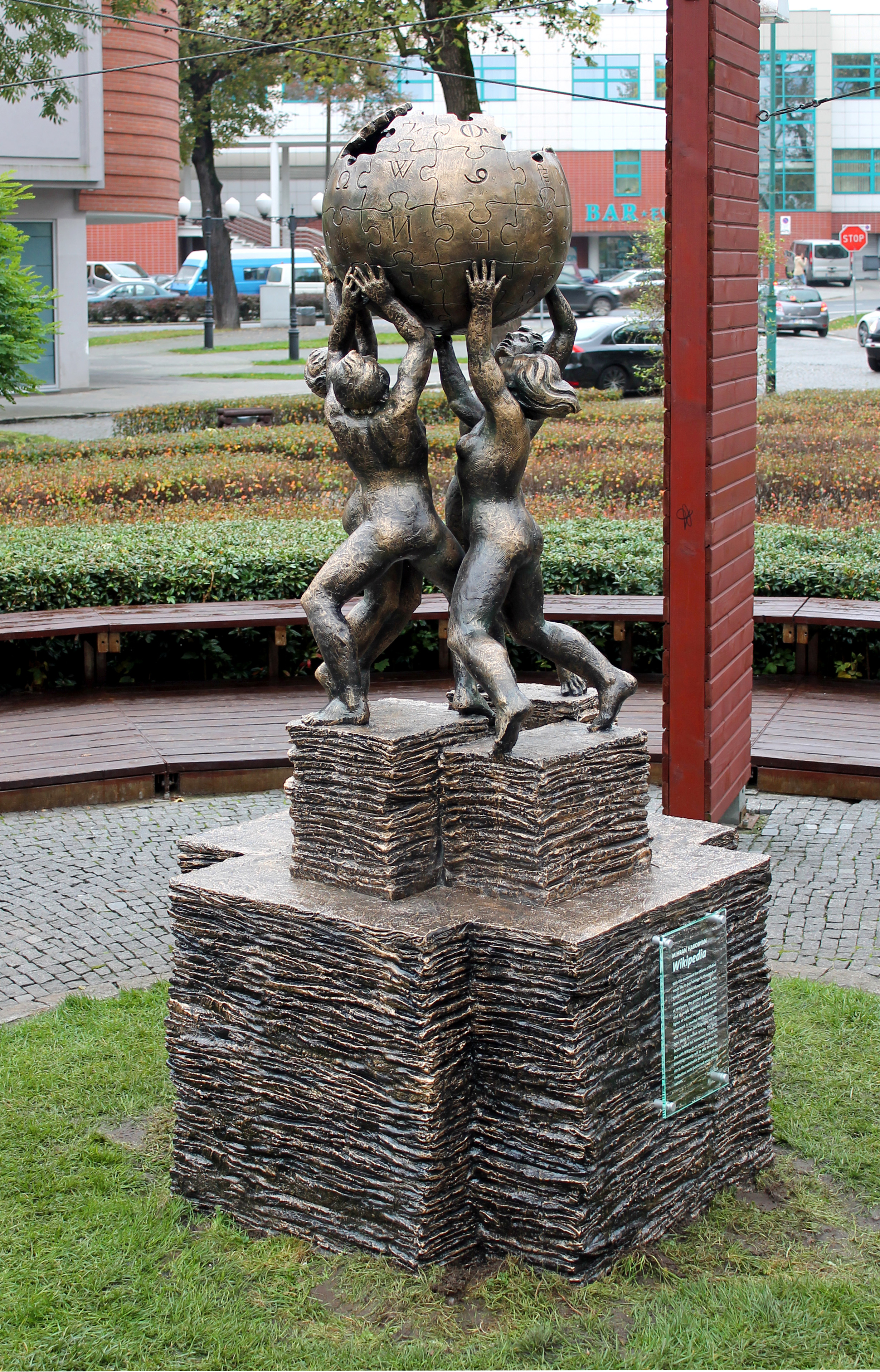
El Monument a la Viquipèdia amb la inscripció: «...la ciutadania de Słubice volen retre homenatge a milers d'editors anònims de tot el món, que han contribuït per voluntat pròpia a la creació de la Viquipèdia, el projecte més gran cocreat per persones més enllà de les fronteres polítiques, religioses o culturals».

L'any 2014 es va inaugurar el Monument a la Viquipèdia fet de fibra i resina.

### Ciutats agermanades
Słubice està agermanada amb:
- Frankfurt de l'Oder, Alemanya, des de 1975
- Heilbronn, Alemanya, des de 1998
- Tijuana, Mèxic, des de 1998
- Yuma (Arizona), Estats Units, des de 2000
- Xostka, Ucraïna, des de 2008
- Elektrėnai, Lituània, des de 2010
- La Paz, Mèxic, des de 2013